# Kazimierz Melchiades Sapieha
Pour les articles homonymes, voir Kazimierz Sapieha et Sapieha.
Kazimierz Melchiades Sapieha (né en 1625, mort le 10 janvier 1654 à Krzepice), magnat de Pologne-Lituanie, courtisan, staroste de Krzepice

## Biographie
Kazimierz Melchiades Sapieha est le fils de Mikołaj Sapieha (1581–1644) et de Jadwiga Anna Woyna.
Il participe au Sejm de 1646. En 1647, il entre à la cour de Ladislas IV Vasa. Lors de l'élection de 1648, il représente la province de Brest-Litovsk et signe le Pacta conventa de Jean II Casimir Vasa.
Il participa à l'expédition de Zbaraż (1649), à la bataille de Berestechko et de Bila Tserkva (en) (1651). Dans les campagnes de 1652-1653, il est au service de Jan Fryderyk Sapieha.
Il est mort à Krzepice, il est inhumé dans la basilique Sainte Anne de Kodeń (pl).

## Mariage
Kazimierz Melchiades Sapieha épouse Helena Daniłłowiczówna